# Francisco Eduardo Tresguerras

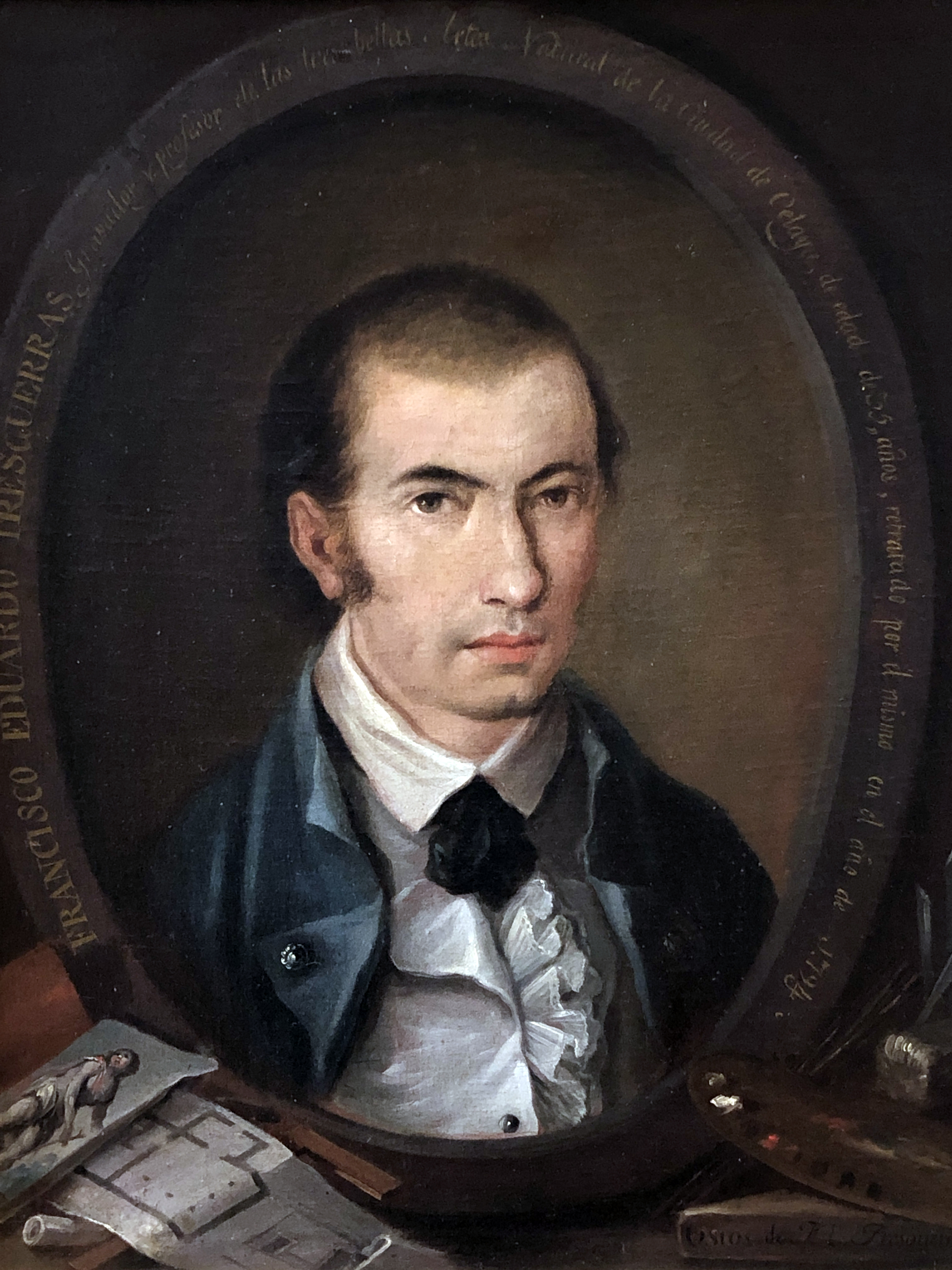
Francisco Eduardo Tresguerras

Francisco Eduardo Tresguerras (Celaya, Guanajuato, 13 de Outubro de 1759—1 de Agosto de 1833) foi um proeminente arquitecto, pintor e gravador mexicano do período colonial e dos primeiros anos da independência do México.
Como arquitecto, trabalhou em Querétaro, onde ainda se encontra um arco triunfal para comemorar a subida ao trono de Carlos IV.
Como pintor, está adstrito ao estilo neoclássico. Pintou retratos, paisagens e temas religiosos.
Tresguerras escreveu obras variadas e sátiras poéticas.